# Eocyzicus concavus
Eocyzicus concavus är en kräftdjursart som först beskrevs av J.G. Mackin 1939.  Eocyzicus concavus ingår i släktet Eocyzicus och familjen Cyzicidae. Inga underarter finns listade i Catalogue of Life.